# Stenbergstjärnen (Färila socken, Hälsingland)
Stenbergstjärnen är en sjö i Ljusdals kommun i Hälsingland och ingår i Ljusnans huvudavrinningsområde.